# 비행장

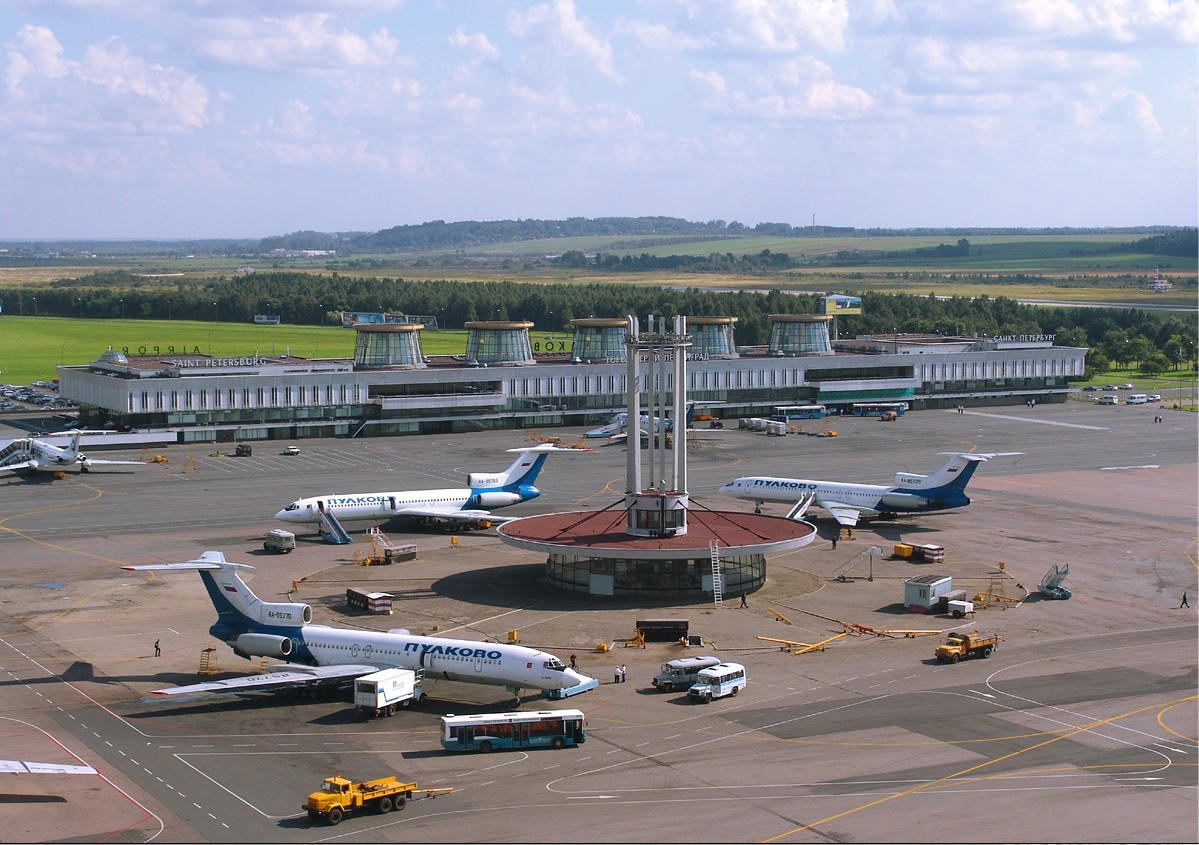
러시아 풀코보 국제공항의 비행장

비행장(飛行場, 영어: aerodrome, airdrome)은 항공기가 이륙하거나 착륙하기 위해 사용하는 구역을 말한다.
한편 비행장은 법적으로 활주로를 포함하여 여러 부대시설과 비행규정(HFM)등 안전 사항에 관한 기준을 만족해야 한다.

## 같이 보기
- 헬리포트
- 마테카니 비행장(en:Matekane Air Strip) - 레소토 소재

## 참고
- 비행장시설 설치기준